# Colorado-squawfisk
Colorado-squawfisk (Ptychocheilus lucius) är en fiskart som beskrevs av Girard, 1856. Colorado-squawfisk ingår i släktet Ptychocheilus och familjen karpfiskar. IUCN kategoriserar arten globalt som sårbar. Inga underarter finns listade i Catalogue of Life.